# Координати див (роман)
«Координати див» (англ. Dimension of Miracles) — іронічно-сатиричний науково-фантастичний роман з елементами абсурдистської фантастики Роберта Шеклі, написаний у 1968 році. Один з найбільш відомих, улюблених читачами і високо оцінених критиками творів великої форми Р. Шеклі. Іноді окремі частини друкувалися як самостійні оповідання («Планета за кошторисом», «Бельведер» або «Місто — мрія, та ноги з плоті»). Коли Роберт Шеклі в 1990-х бував у Росії, він здивувався, наскільки «Координати див» були популярні там, і тому в 1998 році вирішив написати продовження — «Нова подорож до координат див».

## Сюжет
У звичайного чоловіка Тома Кармоді вдома раптово виникає інопланетний посланець, який пропонує Кармоді вирушити з ним до Галактичного центру, щоб отримати Приз, який він виграв у лотерею. Прибувши на місце, Кармоді потрапляє в пастку — його хочуть вбити, помилково сприйнявши за злочинця, але помилка вчасно з'ясовується. Однак тоді виявляється вже нова помилка — приз виграв не він, а Кармоді з іншої планети, але Тому вдається домогтися, щоб Приз залишився у нього. Він отримує приз, але не може потрапити додому, позаяк не знає координат Землі.
Засновники лотереї, щоб виправити помилки та позбавитися від проблеми, знову вирішують вбити його, але раптово передумують і погоджуються допомогти — відправляють Кармоді до Меліхрона — богоподібної істоти. Меліхрон весь час проводить на своїй планеті, не знаючи, чим зайнятися і в чому сенс його життя. Том висловлює припущення, що сенс життя Меліхрона — допомагати нужденним. Меліхрон погоджується з мудрістю такого призначення і розповідає: за Томом зараз слідує хижак, кармодіїд, що виник через те, що Том пішов із свого звичного середовища проживання і не піддається звичайним земним небезпекам, а до космічних небезпек він не сприйнятливий. Меліхрон через нестачу часу не може сам допомогти Кармоді і відправляє Тома до свого друга, ще одного бога — творця планет Модслі, де Том дізнається ще й те, що його приз насправді — мудра унікальна жива істота, що вміє змінювати свою форму. Том переміщується на планету до Модслі. Той, інспектуючи нову планету, мало не вбиває Тома, сприйнявши його за зайвий будівельний матеріал, але потім вирішує допомогти йому. Він розповідає, що це він побудував землянам колись Землю за замовленням Господа Бога (уїдливого сивочолого старця з пронизливим поглядом у шкіряній куртці і джинсах). Поки Модслі будує машину переміщення, Тома обманом заманює хижак — кармодіїд — і ледве не з'їдає його, прикинувшись космічним кораблем і трьома землянами. Лише в останній момент Тома рятує Модслі, виготовивши наживку — дублікат Кармоді в кілька разів більший за розміром, і згодувавши його хижакові. Тома в поспіху відправляють на Землю з посланням замовнику Землі (Господу Богу), в якому Модслі погоджується безоплатно переробити Землю, через те, що його мучить совість, тому що при створенні Землі він схалтурив. Потрапивши на Землю, Том виявляє себе у крейдовому періоді, де знайомиться з розумною сім'єю тиранозаврів. Там він знову стикається з кармодіїдом у вигляді податкового агента, але тікає від небезпеки, розпізнавши обман хижака.
Після цього він потрапляє до ще одного бога-вченого, фахівця з часу Сизрайта зі Всегалактичного бюро координат. З його допомогою Кармоді проходить крізь безліч паралельних світів, схожих на Землю, з метою знайти свою. Весь цей час його намагається вбити хижак, набуваючи в кожному світі унікальної форми. Кармоді потрапляє на Землю, де всі рекламують товари. Потім на Землю з унікальним гостинним містом. Потім на Землю, де всі видатні люди знають і люблять Тома. І наостанок — на копію його Землі з палацом із сміття. Коли ж він виявляє свою Землю, то розуміє, що і там йому немає місця і приходить до філософської думки: ніщо не вічне, у житті немає особливого сенсу, і разом з Призом наважується подорожувати далі, попри смертельну небезпеку від хижака поза своїм світом.
У фіналі Приз дорікає, що Кармоді даремно покинув Землю: він же ось-ось загине! Кармоді говорить Призу свою нову, усвідомлену за час подорожі, концепцію: рано чи пізно він помре в будь-якому випадку і тому відмовився від ілюзії «жити вічно» і збирається просто прожити ті миті, які йому відпущені.

## Персонажі
- Посланець — приніс Тому повідомлення про виграш в лотерею. Також є винахідником прямокутника і ромба.
- Клерк — спочатку помилково ледь не убив Тома, сприйнявши його за злочинця, але після вручив йому Приз.
- Лотерейний комп'ютер — обчислив координати Тома, але зробив це помилково. Після з'ясування помилковості заявив, що помилка — його повне право, бо право робити помилки — найсвященніше в галактиці.
- Кармоді-інопланетянин — справжній одержувач призу, прибув з планети 73С, системи ВВ454С252, володіє великою силою, яка виглядає наче магія.
- Приз — жива істота, яка вміє набувати різних форм, як-то: казанок, флейта, парасольку, монета, змійка, радіоприймач. Живиться власним майбутнім. Достатньо поінформований в різних областях як галактичного, так і земного життя.
- Меліхрон — бог, що живе на планеті Лурсис. Свого часу провів на своїй планеті еволюцію, але розчарувався в житті. Проводить час нудьгуючи, позаяк не знає, яка його мета в житті. Том переконує Меліхрона, що його мета — допомагати тим, хто потрапляє на його планету. У Меліхрона є недолік — кульгавість, і цей недолік проявляється у всіх його творах.
- Кармодіїд — хижак, який з'явився через те, що Кармоді пішов від звичних земних небезпек, а до галактичних він не сприйнятливий. Кармодіїд з'являвся в образах космічного корабля, податкового інспектора та підземного переходу, і щоразу намагався хитрістю змусити Кармоді зайти до нього в пащу, а 2 рази це йому майже вдалося. Він відстав від Тома лише тоді, коли той прибув на свою Землю.
- Модслі — інженер, будівельник планет і багато чого іншого. Показаний як досить безпринципний бізнесмен, готовий опромінити цілу планету радіацією, щоб заощадити на сонці. Досить добрий, допомагає Тому, а коли той був без свідомості, був готовий заплатити будь-які гроші, щоб його врятувати. За збігом обставин саме Модслі збудував Землю. Тоді ж він винайшов науку, щоб пояснити недоробки. Зараз, згадуючи той випадок, він трохи соромиться і хоче виправити проблеми, але Бог (старий з бородою, замовник нашої планети) не йде на контакт.
- Орін і Бруксайд — помічники Модслі, яких той вважає дурними, але насправді вони непогані, хоча дещо неекономні, інженери.
- Борг — тиранозавр, якого зустрів Том. Розповів про проблеми в суспільстві тиранозаврів, які виявилися такими ж, як і в людському — урбанізація, тіснота на дорогах і т. д.
- Клайд Бідл Сизрайт — представник компанії Всегалактичне Бюро Координат, за допомогою якого Том переміщується між різними світами. Сизрайт постає перед Томом у вигляді джентльмена в циліндрі, ніби прибульця з вікторіанської епохи. За його словами, він так зробив для того, щоб заспокоїти Тома, хоча спочатку це його лише розізлило.
- Беллуезер (в інших перекладах Бельведер) — ідеальне живе місто з однією з паралельних земель. Постійно дбає про Кармоді, чим тільки дратує його.